# Vladimír Polívka (herec)
Vladimír Polívka (* 5. července 1989 Ženeva) je česko-francouzský divadelní, televizní a filmový herec, moderátor, syn hereckých rodičů Chantal Poullain a Boleslava Polívky.

## Život
Narodil se ve Švýcarsku, má francouzské občanství. Dětství strávil v Olšanech a Brně, kde navštěvoval Cyrilometodějskou církevní základní školu na Lerchově ulici, pak studoval na gymnáziu v Praze. V 18 letech pobýval půl roku v Kanadě, kde studoval angličtinu a zčásti herectví. Závodně se věnoval snowboardingu, zajímala ho také výtvarná tvorba. Vystudoval herectví na katedře alternativního a loutkového herectví DAMU.
V televizi se na počátku kariéry objevil např. v epizodní roli seriálu Kriminálka Anděl (2012, 6. díl 3. řady O mrtvých jen dobře), v televizním thrilleru Occamova břitva (2012) či v komedii Parádně pokecal (2014). Jeho první velkou filmovou rolí se stal v roce 2014 Adam Šrámek v dramatu Radima Špačka Místa.
V roce 2015 nastoupil do angažmá v Klicperově divadle v Hradci Králové a hrál v divadelní skupině 11:55. Od listopadu 2015 hostoval v Shakespearově Zimní pohádce pražského Dejvického divadla. Od února 2016 hostoval v roli rytíře des Grieux v inscenaci Manon Lescaut režisérky Daniely Špinar v Národním divadle pražském (v alternaci s Patrikem Děrgelem).
Od 1. září 2018 je členem souboru Dejvického divadla. Hostuje dále v Národním divadle, divadle Komediograf a Divadle Bolka Polívky.
Jeho polorodá sestra je herečka Anna Polívková.
Na podzim 2020 na TV Nova moderoval sedmou řadu show Tvoje tvář má známý hlas, kde poprvé v historii show nahradil moderátora předchozích šesti řad Ondřeje Sokola.
V letech 2020–2021 hrál postavu embryologa Lukáše Vernera v seriálu Slunečná. Od roku 2022 ztvárňuje v seriálu Dobré zprávy produkčního Ondřeje.

## Divadelní role

### Dejvické divadlo
- 2015 Florizel, Žalářník, Námořník, Sluha - William Shakespeare: Zimní pohádka[13]
- 2016 Daniel Doubt: Vzkříšení[14]
- 2017 Miroslav Krobot, Lubomír Smékal: Honey, společný projekt Dejvického divadla a Cirku La Putyka, režie: Miroslav Krobot, premiéra: 12. listopad 2017[15][16]
- 2018 Michael Riordan – Petr Zelenka: Elegance molekuly[17]
- 2018 Václav Havel, DD: Zítra to spustíme aneb Kdo je tady gentleman[18]

- 2019 Osvald Alving – Henrik Ibsen: Přízraky
- 2021 Petr Zuska a další...: Terapie
- 2022 Edward – William Shakespeare: Richard III.
- 2023 Victor Hugo & kol.: Bitva o Hernaniho
- 2024 Bulganin, Antonov – Fabien Nury a Thierry Robin: Ztratili jsme Stalina

### Divadlo Bolka Polívky
- 2017 Bolek Polívka: Šašek a syn[19][20]

## Filmografie
| Rok   | Název                        | Role                       | Poznámky                                   |
| ----- | ---------------------------- | -------------------------- | ------------------------------------------ |
| 2011  | Poupata                      | Matěj                      |                                            |
| 2012  | Occamova břitva              | Pavel Vavruška             | televizní film                             |
| 2012  | Kriminálka Anděl             | Pavel                      | televizní seriál, díl: O mrtvých jen dobře |
| 2012  | Svlíkání                     | Petr                       | studentský film                            |
| 2014  | Místa                        | Adam Šrámek                |                                            |
| 2014  | Parádně pokecal              | Ondřej                     |                                            |
| 2015  | Místo zločinu Plzeň          | kapitán Jakub Lepší        | televizní seriál                           |
| 2015  | Reportérka                   | Robert                     | televizní minisérie                        |
| 2016  | Muzikál aneb Cesty ke štěstí | Patrik                     |                                            |
| 2016  | Řachanda                     | Kuba                       |                                            |
| 2016  | Zločin v Polné               | advokátní koncipient Karas | televizní film                             |
| 2016  | Strašidla                    | Patočka                    |                                            |
| 2017  | Bohéma                       | Oldřich Papež              | televizní seriál                           |
| 2017  | Monstrum                     | Jirka Hušek                | televizní film                             |
| 2017  | Život a doba soudce A. K.    | guru Michael               | televizní seriál, díl: Guru                |
| 2017  | Single Lady: Jízda v Óčku    | Jakub Procházka            | internetový seriál, vedlejší role          |
| 2017  | První republika              | poručík Jan Andrle         | televizní seriál, vedlejší role            |
| 2018  | Do větru                     | Honza                      |                                            |
| 2018  | Hastrman                     | Jakub                      |                                            |
| 2019  | Ženy v běhu                  | Vojta                      |                                            |
| 2019  | Skleněný pokoj               | Martin                     |                                            |
| 2019  | Případ dvou básníků          | Mlaďoch                    | televizní film                             |
| 2019  | Případ dvou sester           | Mlaďoch                    | televizní film                             |
| 2019  | Zkáza Dejvického divadla     | on sám                     | televizní seriál, díl: Režisér             |
| 2020  | Slunečná                     | Lukáš Verner               | televizní seriál, vedlejší role            |
| 2020  | Anatomie zrady               | Walter Gretzki             | televizní film                             |
| 2020  | Tvoje tvář má známý hlas     | moderátor                  | moderátor sedmé řady pořadu                |
| 2020– | Polda                        | Vojtěch Urban              | hlavní role v 4. a 5. řadě                 |
| 2021  | Matky                        | David                      |                                            |
| 2022  | Slovo                        | Slávek Nečas               |                                            |
| 2022  | Vánoční příběh               | Petr                       |                                            |
| 2022  | Srdce na dlani               | Karel                      |                                            |
| 2022  | Dobré zprávy                 | produkční Ondřej           | televizní seriál                           |